# Хуни (фараон)
Вижте пояснителната страница за други личности с името Хуни.
Хуни е последният египетски фараон от Трета династия.
Хуни обикновено се счита за баща на Хетепхерес (Хетефер), която става съпруга на следващия фараон Снефру. За защита на южната граница на Египет, той основава крепост на остров Елефантина. Човек на име Хуни се споменава в качеството му на високопоставен придворен още при фараон Джосер, затова ако се предположи че този велможа е бъдещия фараон Хуни, но той идва на власт в немлада възраст. Въпреки това, Торинския списък посочва, че той управлява 24 години (ок. 2600 пр.н.е.).